# کوه همورو
هِمورُوسان (به ژاپنی: 辺室山 henmuro) در استان کاناگاوا (神奈川県) قرار دارد. ارتفاع این کوه ۶۴۴ متر است و یکی از کوه‌های  منطقه کوهستانی تانزاوا (丹沢山地) محسوب می‌شود.

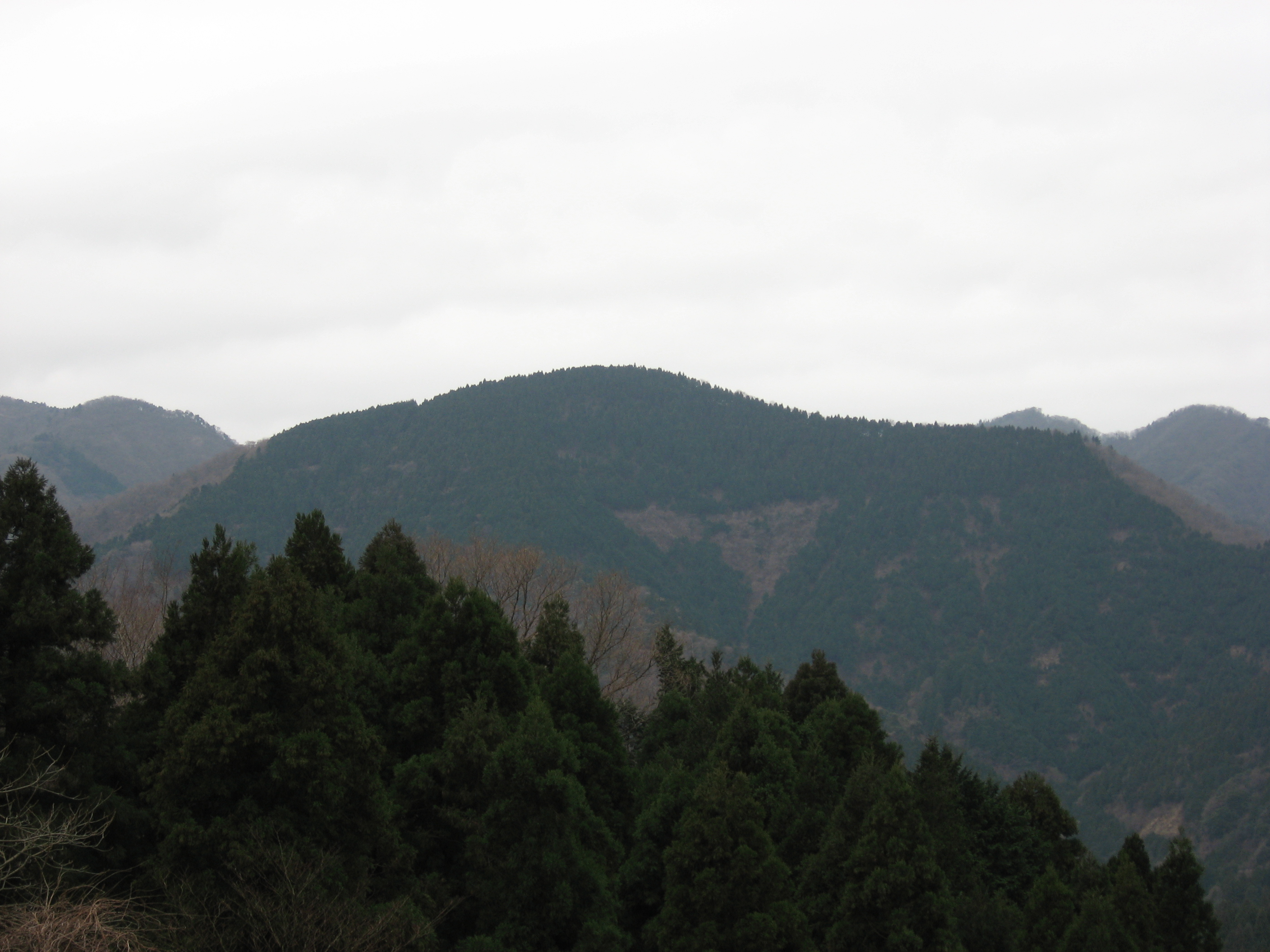
کوه هِمورُو (辺室山).